# Melaleuca bracteata
Melaleuca bracteata o Black Tea-tree (arbre del té negre) és una planta de la família de les Myrtaceae que es distribueix per la meitat nord-est d'Austràlia, encara que hi ha espècies del gènere que també s'estenen per Nova Caledònia, Malàisia i el Vietnam.

## Descripció
És un arbust de mida gran o un petit arbre d'àmplia difusió amb una alçada màxima d'uns 10 metres amb una amplada màxima d'uns 4 a 5 metres. El port acostuma a ser arbustiu si no es poda, es pot podar com a arbre amb un tronc simple. El tronc és gris fosc, que pot pelar-se en tires, ja que es va trencant amb el pas del temps.

### Fulles
Les fulles són estretes, de forma lanceolada, molt aromatitzades i d'un color verd brillant. Són sèssils, és a dir, no presenten pecíol. La punta està finament puntejada. Són finament pubesents.

### Flors i fruit
Les flors són de color blanc-crema en espigues curtes o raïms d'1 a 4 cm de llarg. Les flors poden estar disposades de manera solitària o en grups de 3 en una espiga. El fruit de 2 o 3 mm de mida i amb sèpals persistents a les vores. Floreix cap a l'hivern o la primavera.

## Distribució
Aquesta espècie està confinada a barrancs i cursos d'aigua en zones humides tan costaneres com de l'interior, on les fulles i les espigues de les flors tendeixen a ser més curtes.

## Taxonomia
Melaleuca bracteata va ser descrita per Mueller, Ferdinand Jacob Heinrich von i publicada a Fragmenta Phytographiæ Australiæ 1: 15. 1858. (Fragm.)

## Etimologia
- Melaleuca: és el nom genèric que prové de les paraules gregues melas que significa fosc o negre i leucon que significa blanc, en referència aparentment a les tonalitats blanques de les branques més joves i fosques dels troncs que tenen més edat.[4]
- bracteata: epítet específic descriptiu que significa "amb bràctees".

## Usos
Normalment s'usen per a plantar de manera ornamental en zones costaneres, ja que hi és tolerant, per guarnir passejos i avingudes. Es poda seguint la forma arbòria amb un sol tronc. També és un arbre adequat per a petits patis de les cases natives australianes. És un arbre atractiu per als ocells.
L'oli de les seves fulles es pot fer servir com a repel·lent d'insectes.